# فئودوسیا ۱۰۴۸
سیارک ۱۰۴۸ (به انگلیسی: 1048 Feodosia، نامگذاری:1924TP) هزار و چهل و هشتمین سیارک کشف شده‌است که در ۲۹ نوامبر ۱۹۲۴ و در هایدلبرگ کشف شد.
قدر مطلق سیارک برابر ۹٫۷۵ است.